# Föra kyrka

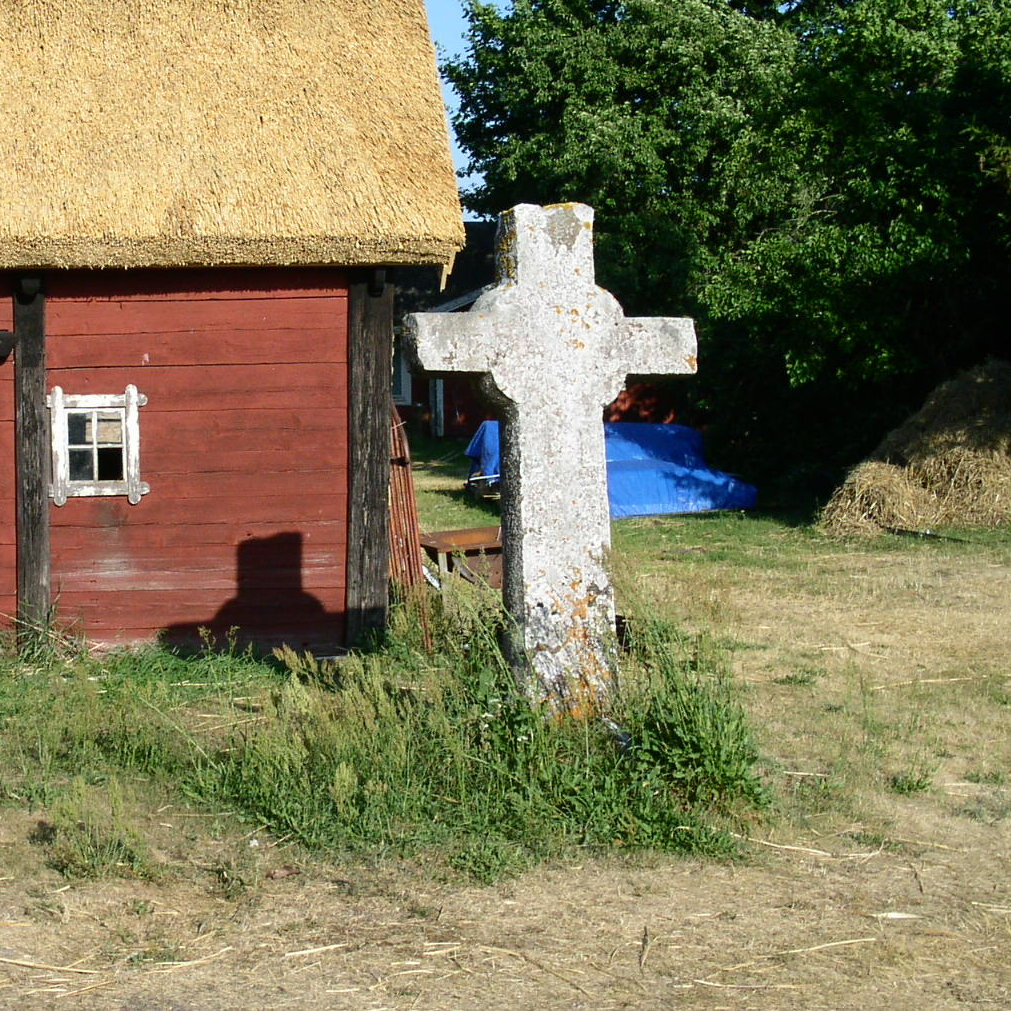
Prästen Martinus från 1400-talet blev av misstag ihjälslagen 1431. Över honom finns ett minneskors sydväst om kyrkan.

Föra kyrka är en kyrkobyggnad i Växjö stift. Den är församlingskyrka i Föra-Alböke-Löts församling.

## Kyrkobyggnaden
Den första kända kyrkan i Föra har varit en stavkyrka från 1000-talet. Rester av denna i form av plankor och bräder finns infogade i kyrkans västtorn.När det blev aktuellt att bygga ny kyrka av sten var det inte ovanligt att byggnationen skedde omkring den gamla kyrkan för att ha tillgång till ett gudstjänstrum tills den nya kyrkan blev färdig. Så har med all sannolikhet skett i Föra. 
I mitten av 1100-talet uppfördes troligen stenkyrkan med början av absidkoret, senare följt av långhuset för att avslutas med det kraftiga västtornet.Ganska snart efter kyrkans färdigställande byggdes absidkoret om till ett östtorn. Kyrkan blev med sina båda torn förvandlad till en klövsadelkyrka. Båda tornen hade flera våningar. Långhuset bestod av gudstjänstrum och däröver en s.k. profan våning. I orostider skulle det finnas möjligheter för befolkningen att söka skydd och försvara sig mot angripare. 
Under 1200-talet välvdes kyrkorummet sannolikt av gotlänningen Håkan Tanna eller någon i hans krets. Under 1300-talet insattes glasmålningar i korfönstren. Vid 1500-talets slut var kyrkans mycket eftersatt. Under 1600-talet gjordes vissa förbättringar bl.a. byggdes en klockstapel och kyrkorummets förskönades med nya inventarier. Under 1700-talet gjorde sig trängseln i kyrkan sig påmind trots att kyrkan inte tillhörde de allra minsta på Öland.  
1819  fattades till sist beslutet att bygga en helt ny kyrka .Ett förslag till nybyggnad utarbetades av Carl-Gustaf Blom-Carlsson som fastställdes av Överintendentsämbetet. 1827-28 igångsatte byggmästare Petter Ekholm i Borgholm rivnings och nybyggnadsarbete. Den nya kyrkan bestod av ett empirestilsinspirerat långhus avslutat med en bakomliggande sakristia i öster, och försågs med trätunnvalv. Västtornet med sina olika våningar bevarades. Det försågs med en åttasidig lanternin för kyrkklockorna. Stigluckan i söder byggdes  1787  och är vänd åt det håll där vapenhuset stod före 1828.

## Inventarier
- Altare med medeltida skiva placerad under läktaren.
- Kristusbild, nordtyskt alt. svenskt arbete, 1400-talet. Uppsatt på ett kors från 1955.
- Skulptur ev. föreställande kyrkans skyddshelgon Sankt Nicolaus ,svenskt arbete, 1400-talet.
- Skulptur föreställande Sankt Paulus, nordtyskt alt. svenskt arbete,  1400-talet.
- Dopfunt från 1200-talet av gotländsk kalksten.
- Dopfunt från 1933 av öländsk röd kalksten.
- Altaruppställning utförd 1777 av Anders Georg Wadsten. I mitten en altartavla med motiv: Jesus på korset och Maria Magdalena. Ramverket är snidat och rikt förgyllt. På varsin flank återfinns Moses och Johannes döparen. Uppställningen kröns av Guds öga i en krans med förgyllda strålar. Underst Agnus Dei - Guds lamm.
- Predikstolen är från 1762 och tillverkades av Jonas Berggren och målades av Anders Georg Wadsten och Paul Wadsten.
- Tavla med Getsemanemotiv. Skänkt till kyrkan 1795 av prosten Nils Johansson Lundberg och hans hustru Sophia Dorothea Fiedler.
- Votivskepp med namnet Vega. Skänkt till kyrkan 1959 av kyrkliga ungdomskretsen.
- Läktaren tillkom samtida med kyrkan.
- Bänkinredning från 1955.
- Storklockan i tornet göts 1637, men klockgjutaren är okänd, även om namnet Sven Elle har nämnts. Lillklockan är yngre; den tillkom  1863  och göts av I.P. Forsberg.

## Orgel

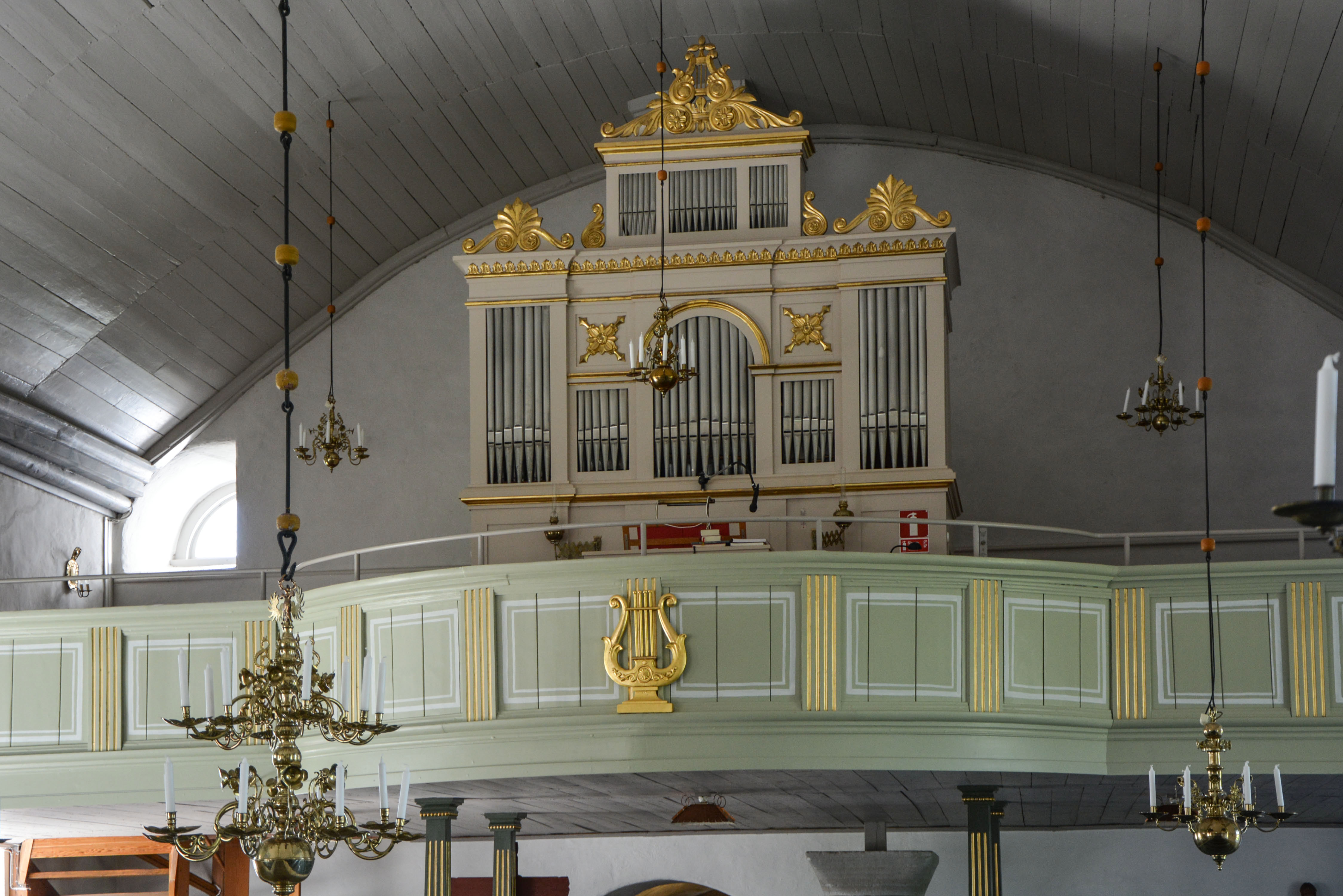
Orgeln med fasad från 1872

- 1872 byggde Carl August Johansson, Broaryd, Nöbbele socken en orgel med tolv stämmor. Orgelverket avprovades den 21 september 1872 av organisten F. O. Åberg, Ålem.[3]
- 1955 uppförde Nils Hammarberg, Göteborg, ett nytt pneumatiskt orgelverk med 16 stämmor. Fasaden är från 1872 års orgel.

Nuvarande disposition:
| Huvudverk (I) | Svällverk (II) | Pedal      | Koppel |
| Principal 8′  | Rörflöjt 8′    | Subbas 16′ | I/P    |
| Gedackt 8′    | Hålflöjt 4′    | Gedakt 8′  | II/P   |
| Oktava 4′     | Kvintadena 4′  | Oktava 4′  | II/I   |
| Flöjt 4′      | Svegel 2′      |            |        |
| Kvinta 2 ⅔′   | Scharf 2 chor  |            |        |
| Oktava 2′     | Skalmeja 8′    |            |        |
| Mixtur 3 chor |                |            |        |

## Bildgalleri

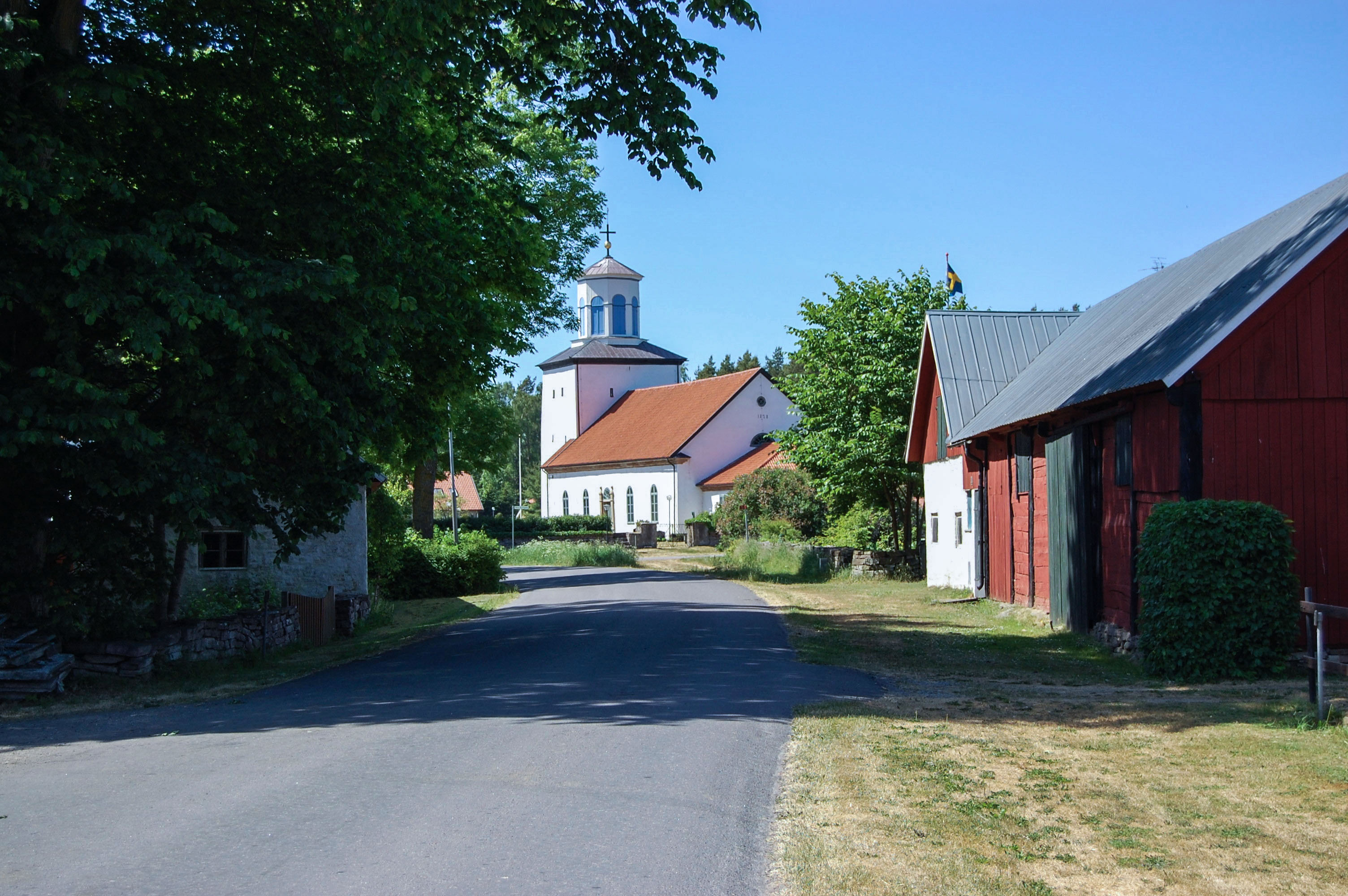
Kyrkan i kyrkbyn
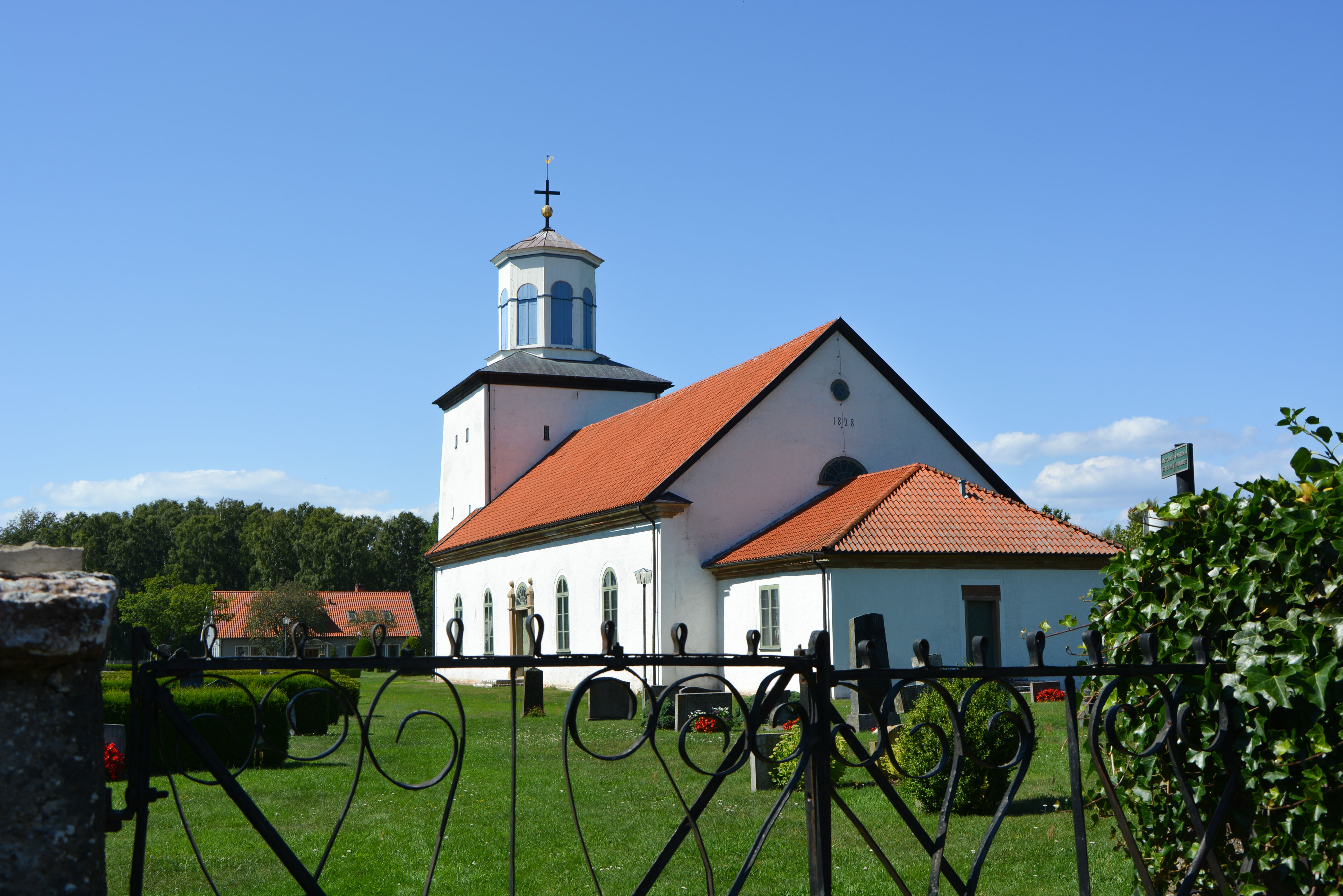
Exteriör från sydöst
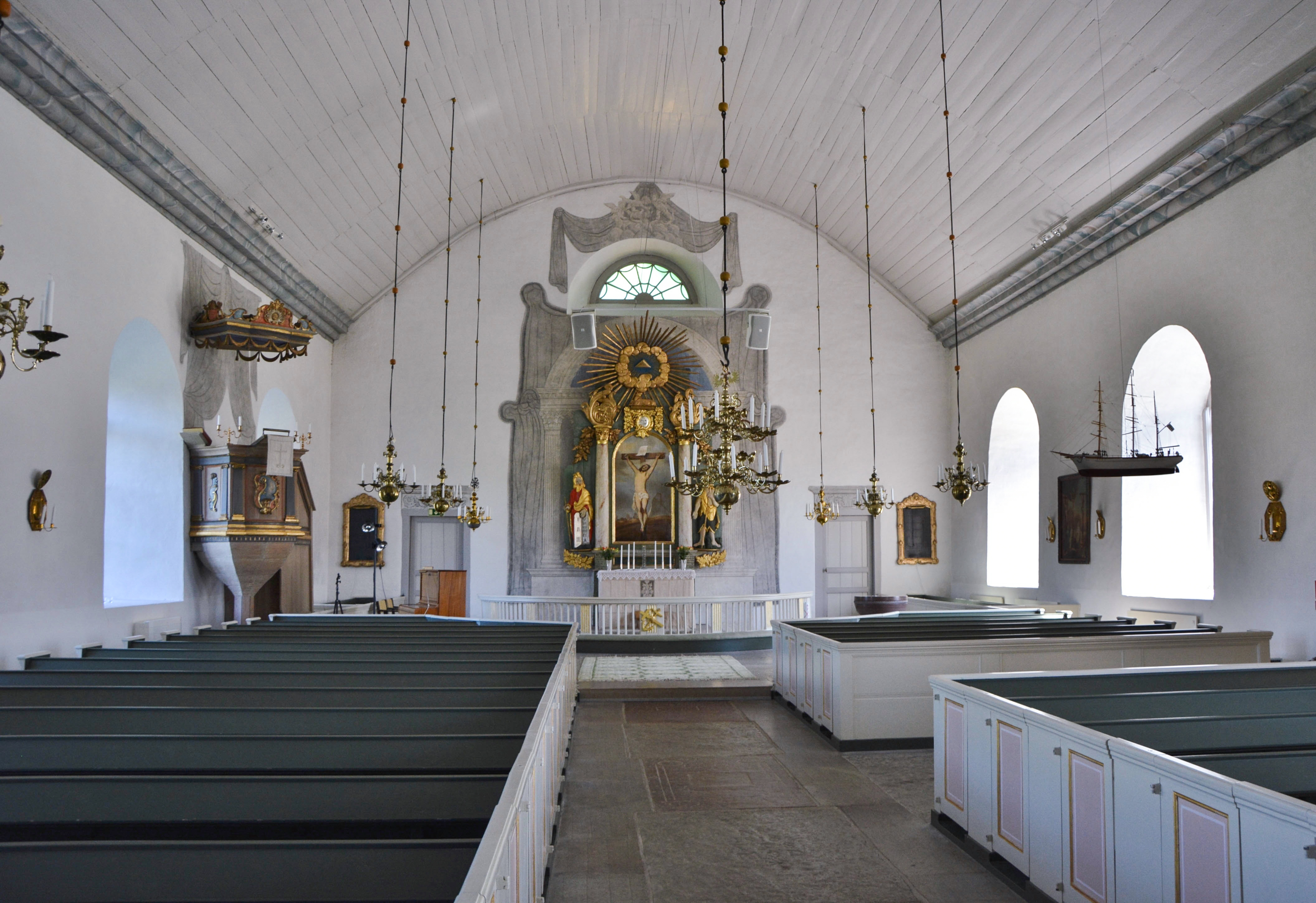
Interiör mot öster
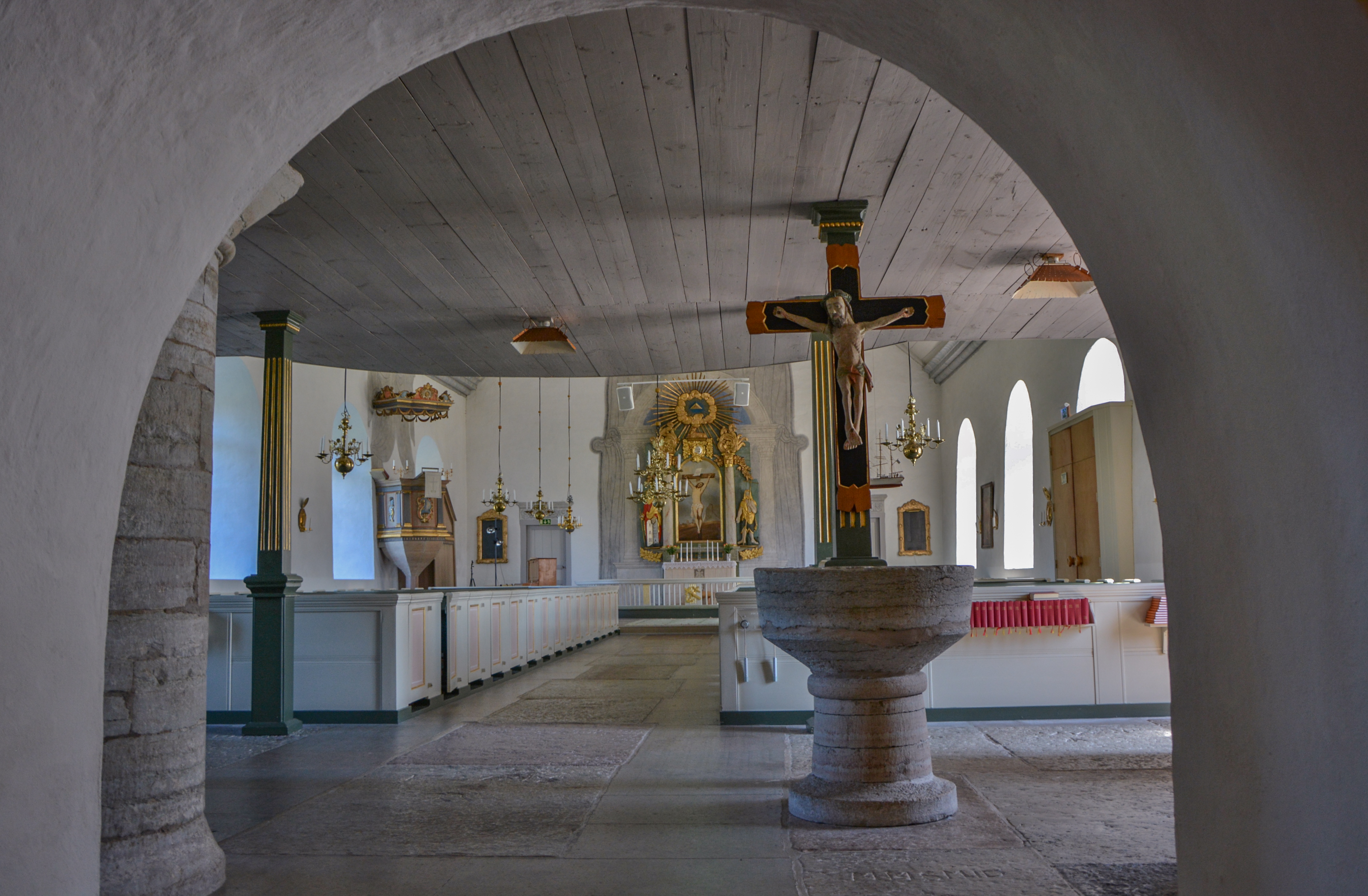
Medeltida dopfunt och krucifix 1400-talet
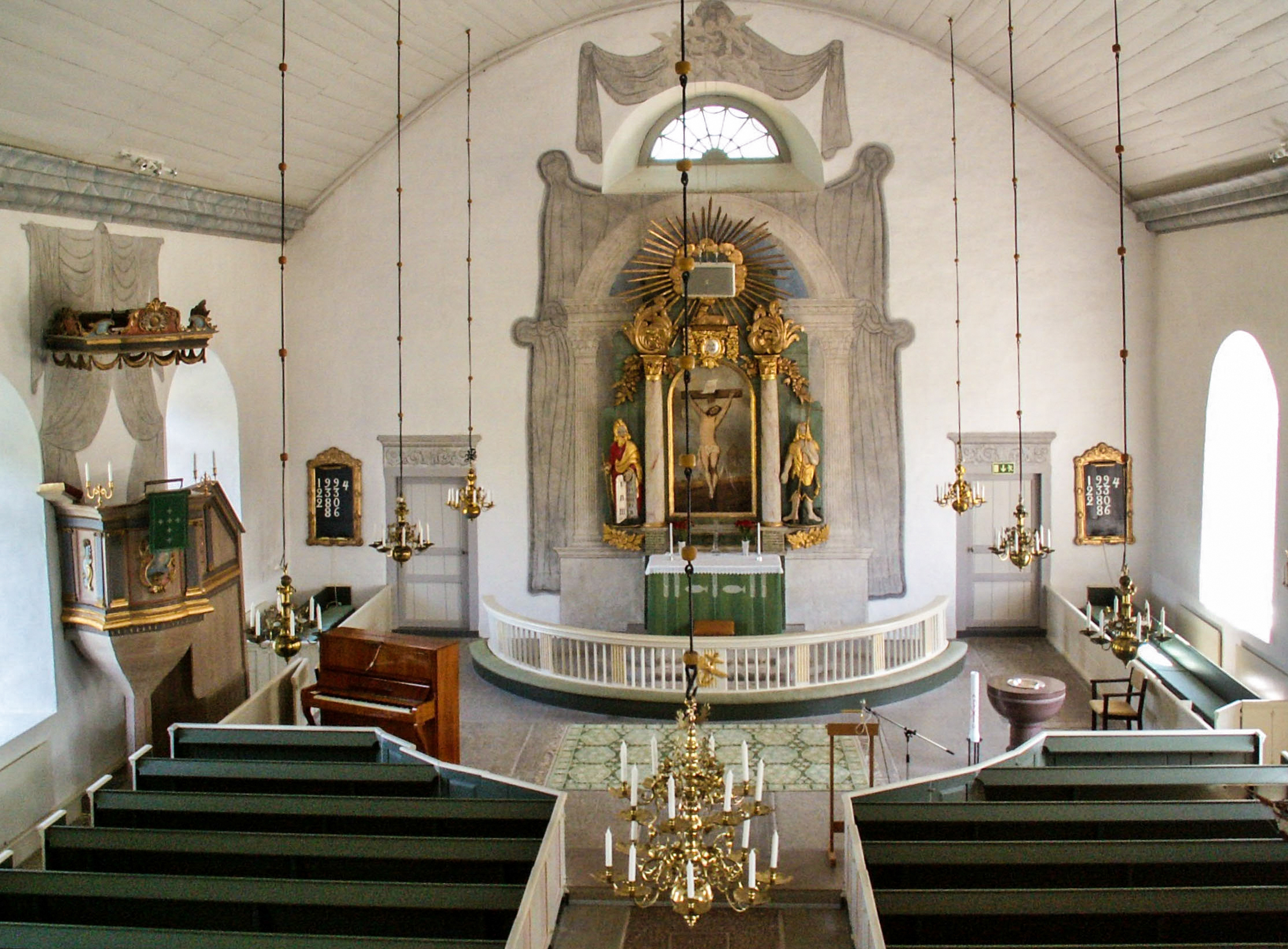
Kyrkorummet från läktaren
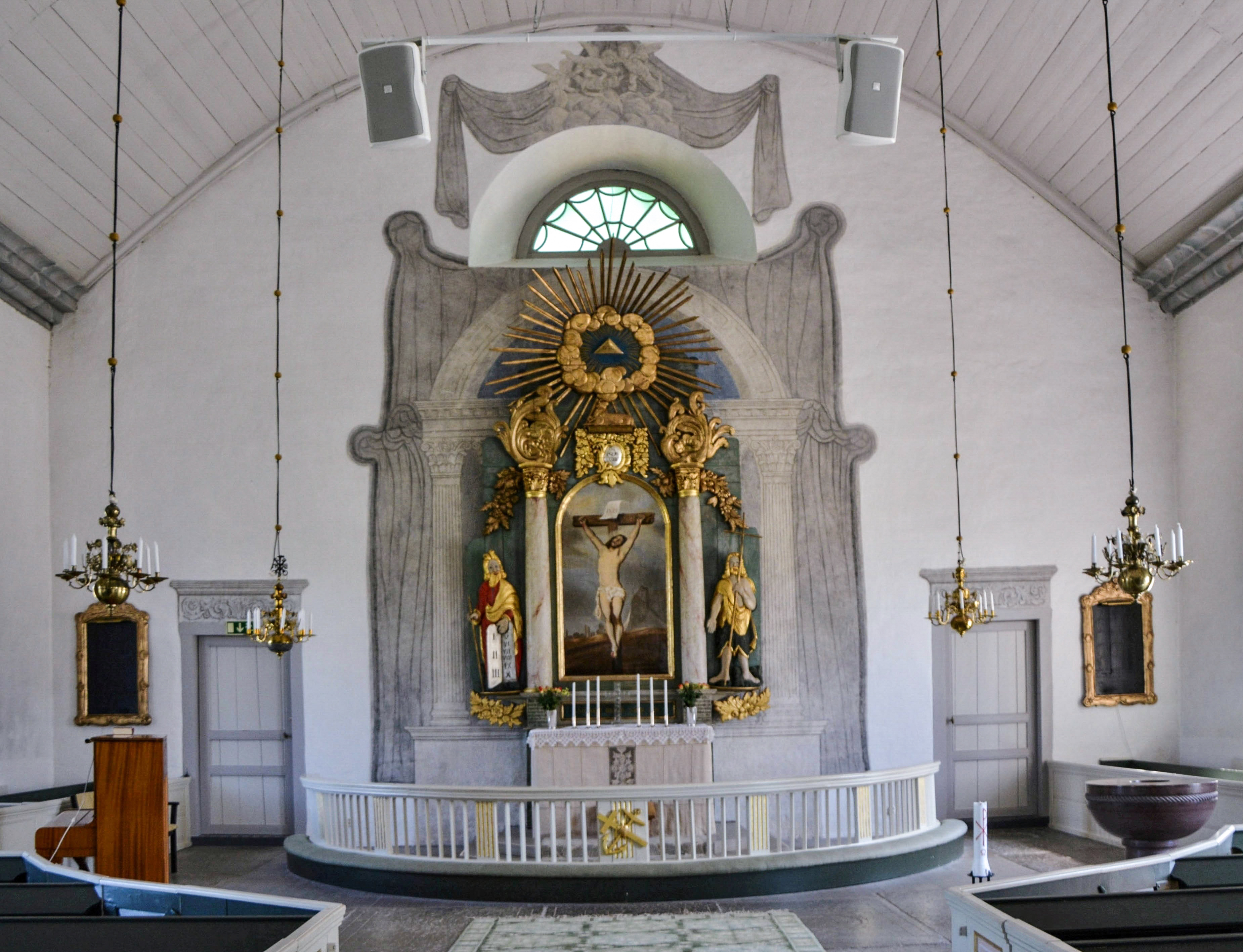
Koret
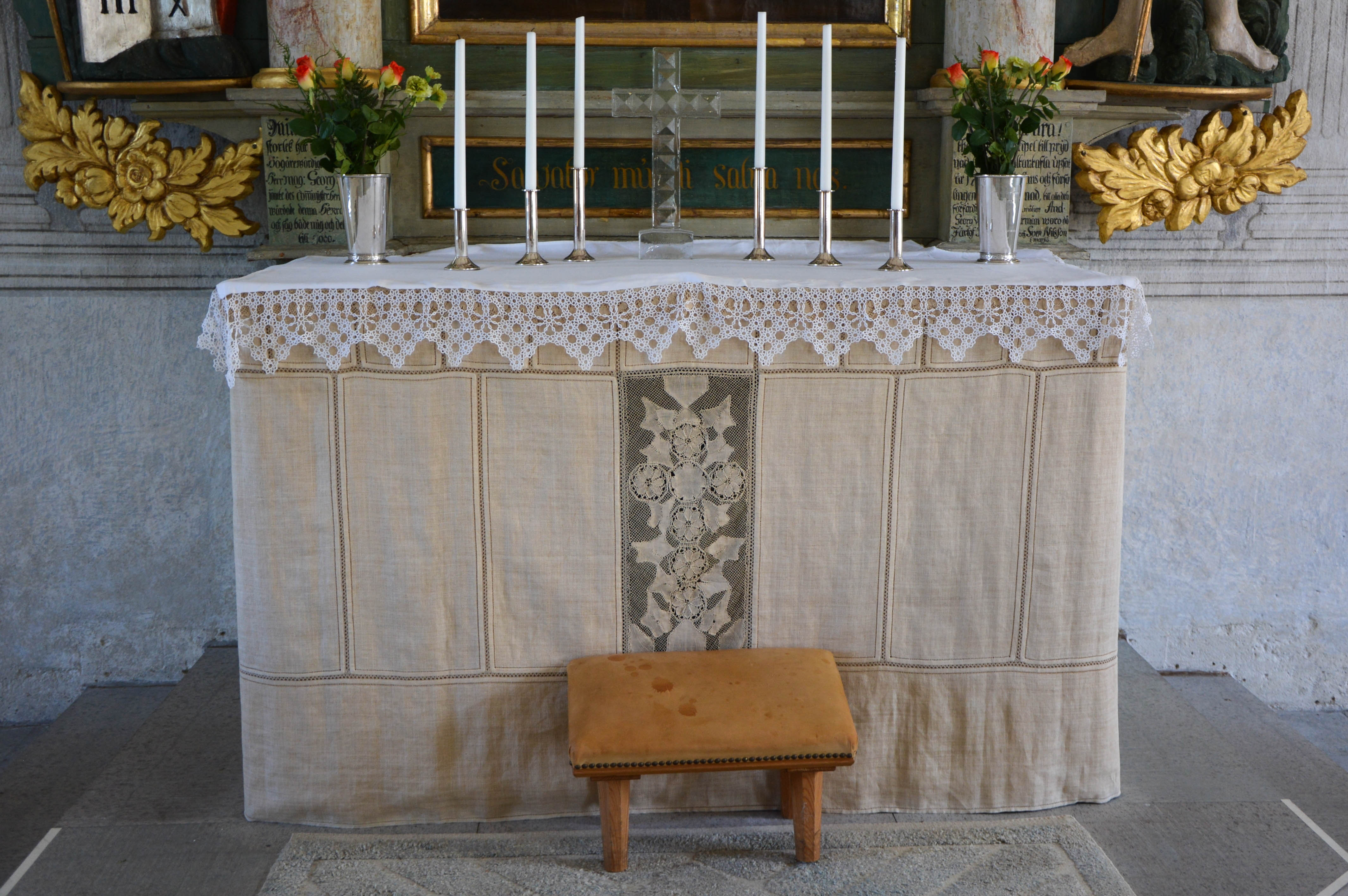
Altaret
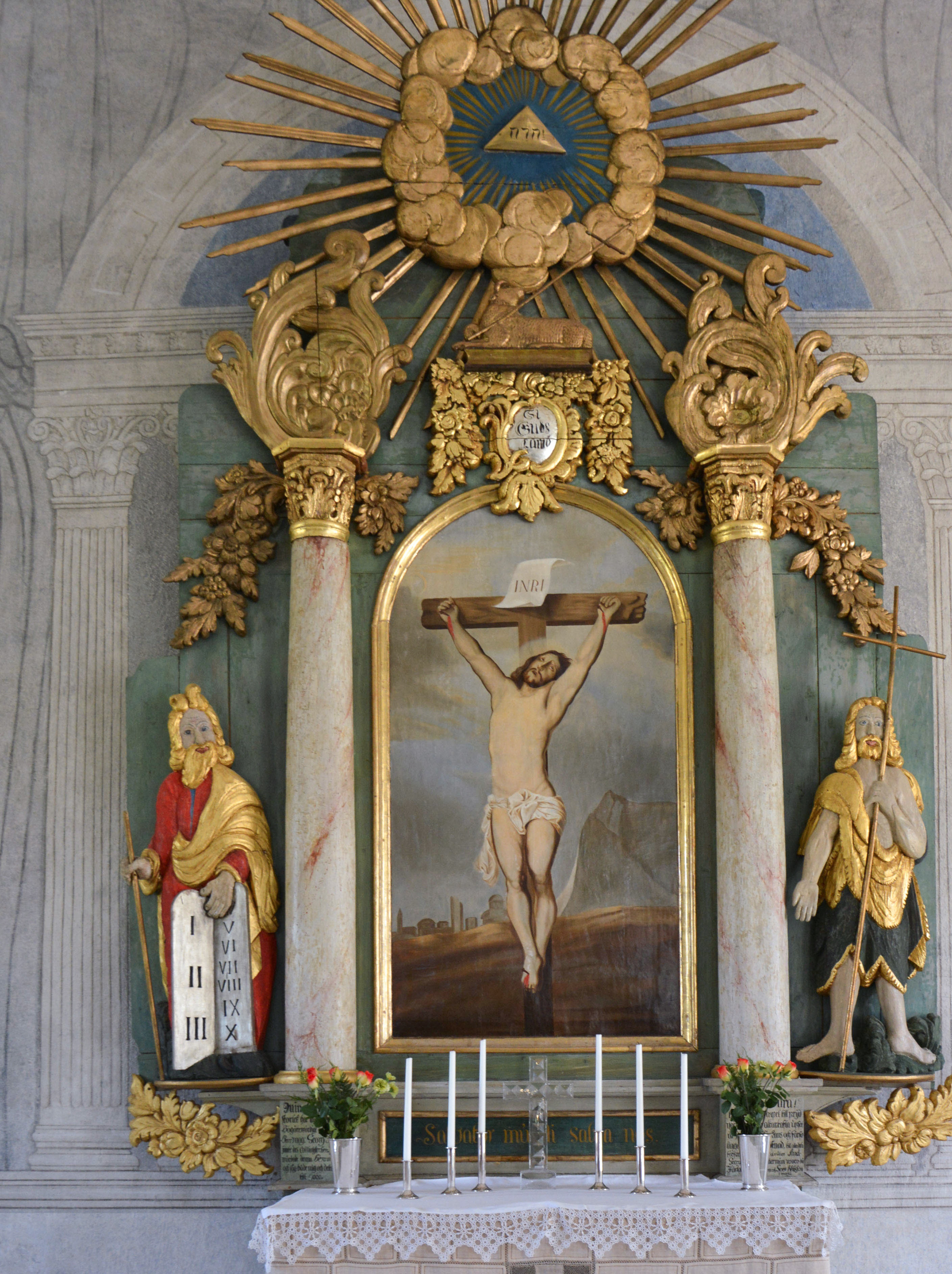
Altaruppsatsen 1777
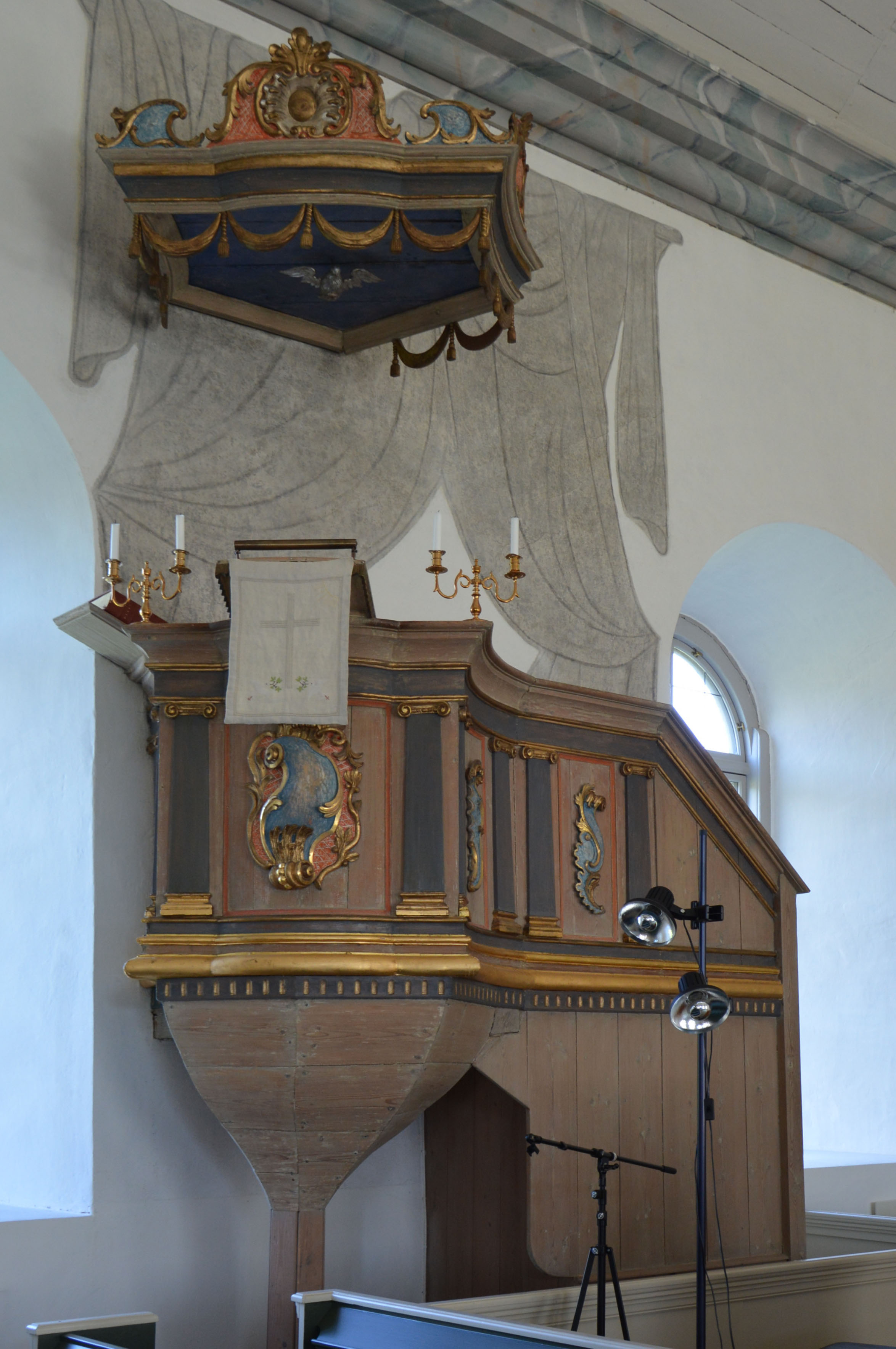
Predikstolen 1762
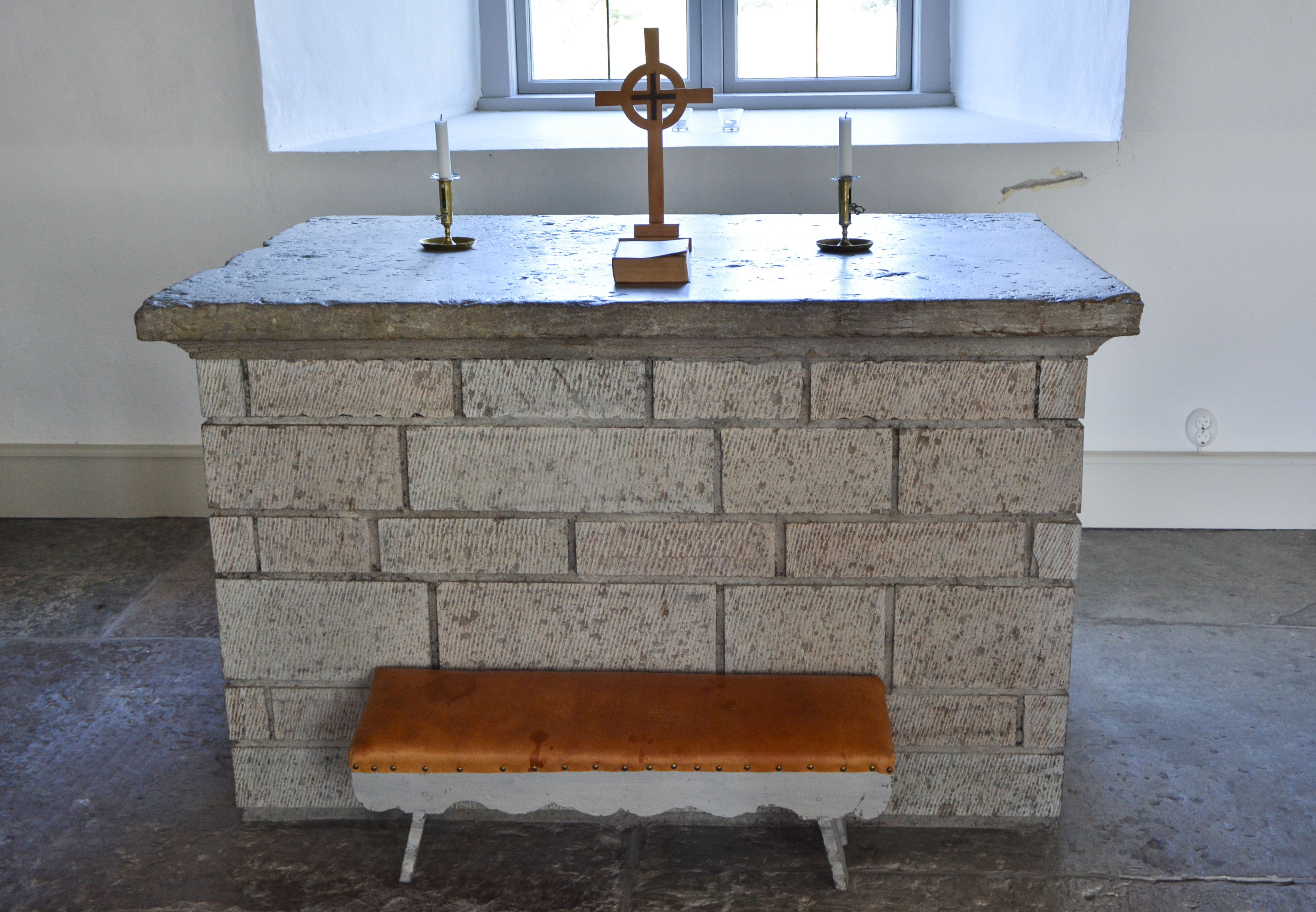
Altare med medeltida skiva
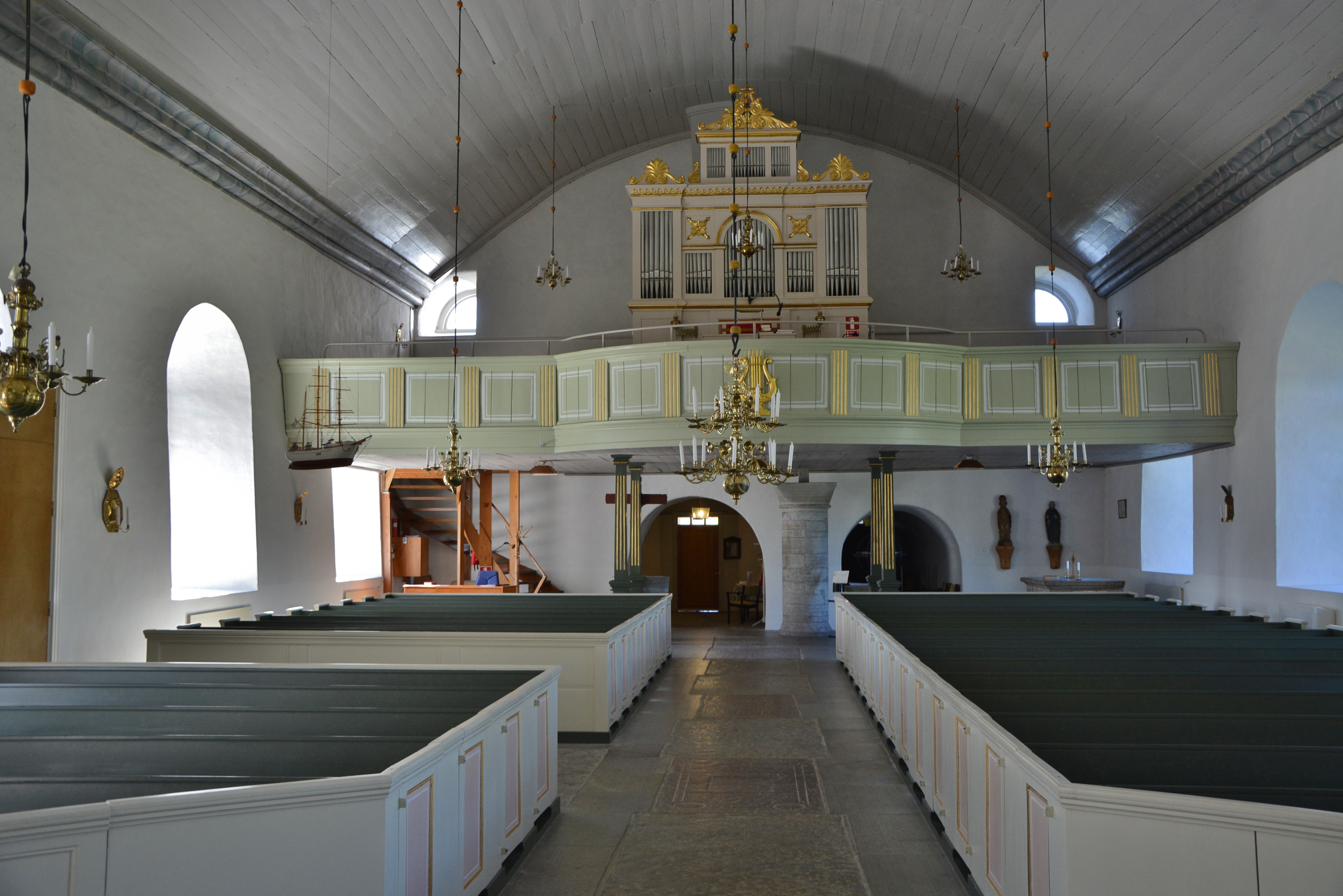
Kyrkorummet mot väster